# Ацена
Ацената (Acaena) е род от около 100 вида многогодишни растения от семейство Розови. Разпространена е предимно в Южното полукълбо - Южна Африка, Нова Зеландия, Австралия, въпреки че отделни видове са аклиматизирани и се отглеждат и в Северното полукълбо.
Ацената е нискорастяща, достига не повече от около 7 cm на височина. От юли до август цъфти с дребни цветове, които след съзряването се превръщат в много ефектни семена, събрани в отделни съцветия.

## Видове
- Acaena adscendens
- Acaena anserinifolia
- Acaena argentea
- Acaena buchananii
- Acaena caesiiglauca
- Acaena dumicola
- Acaena emittens
- Acaena exigua
- Acaena fissistipula
- Acaena glabra
- Acaena inermis
- Acaena juvenca
- Acaena laevigata
- Acaena lucida
- Acaena magellanica
- Acaena microphylla
- Acaena myriophylla
- Acaena novae-zelandiae
- Acaena ovalifolia
- Acaena ovina
- Acaena pallida
- Acaena pinnatifida
- Acaena platyacantha
- Acaena pumila
- Acaena rorida
- Acaena saccaticupula
- Acaena sanguisorbae
- Acaena sericea
- Acaena splendens
- Acaena tesca
- Acaena trifida